# М'якиші
М'якиші (Менкіше, пол. Miękisze) — село в Польщі, у гміні Більськ-Підляський Більського повіту Підляського воєводства. Населення — 61 особа (2011).

## Історія
У 1560 році є згадка про млин на річці Локниці, який належав Пилипові М'якишевичу.
У 1975—1998 роках село належало до Білостоцького воєводства.

## Демографія
Демографічна структура станом на 31 березня 2011 року:
|          | Загалом | Допрацездатний вік | Працездатний вік | Постпрацездатний вік |
| -------- | ------- | ------------------ | ---------------- | -------------------- |
| Чоловіки | 31      | 4                  | 17               | 10                   |
| Жінки    | 30      | 2                  | 11               | 17                   |
| Разом    | 61      | 6                  | 28               | 27                   |